# Valkeavaara (kulle i Finland)
Valkeavaara är en kulle i Finland.   Den ligger i Tervola i landskapet Lappland, i den norra delen av landet, 700 km norr om huvudstaden Helsingfors. Toppen på Valkeavaara är 212 meter över havet.
Terrängen runt Valkeavaara är huvudsakligen platt. Runt Valkeavaara är det mycket glesbefolkat, med 2 invånare per kvadratkilometer.